# 埃尔福特联盟
埃尔福特聯盟（德語：Erfurter Union），是一個短暫的德意志各邦組成的聯盟，它由普魯士王國在埃爾福特聯盟議會時提議下建立。埃尔福特聯盟議會於1850年3月20日至4月29日埃尔福特的聖奧古斯丁修道院舉行。在奧地利帝國的巨大壓力下，該聯盟從未生效。尤其在1850年11月29日奧爾米茨之辱後，該聯盟被嚴重破壞。

## 定义
在1848-1849年革命时期，即将建立的德意志国家被称为德意志联邦国（在中央权力法中），或后来被称为德意志国。这些名称也被用于统一的尝试，被称为埃尔福特联盟。最重要的条约是26日的三王联盟。然而，1849年5月，他只谈到一个联盟，并谈到一个帝国宪法。随附的宪法草案标题为《德意志帝国宪法》，与其范本《法兰克福帝国宪法》一样。
根据加格恩双重同盟的概念，德意志民族国家应该与奥地利一起形成另一个（更广泛的意义上的）同盟。另一个联邦当时被称为“德意志联盟 ” 。 这与联邦国不可混淆，联邦国本身在1850年2月被正式命名为德意志联盟而不是德意志国。 其他名称也被相应地调整。

## 三王同盟

1849年3月-5月的德国进程

在革命时期，腓特烈·威廉四世一再发出信号，表明他准备成为德意志联邦国家的领导人。法兰克福宪法在内部遭到拒绝，因为它是由自由派和民主派通过的。此外，他希望有一部更加保守的宪法，并避免获得皇帝头衔。最后，他必须获得其他德国亲王诸侯的同意。否则，大的诸国就不会加入联邦。
他在这些问题上的主要顾问是约瑟夫·冯·拉多维兹，他在法兰克福国民议会中坐在右边，但仍然投票赞成将德意志国的权力移交给普鲁士君主。拉多维兹目前的统一计划不仅仅是为了对德国问题持消极态度。已经在1849年4月3日，当腓特烈·威廉四世拒绝皇冠时，他告诉德国其他诸侯国，他想成为一个联邦国家的领导人，那些希望这样做的国家应该参加。
拉多维兹基本上接受了自由派总理亨里希·冯·加格恩制定的双重同盟计划。因此，普鲁士应与除奥地利以外的其他德意志国家形成更紧密的联邦（小德意志）。这个更紧密的联邦，应该通过另一个联邦与整个奥地利联系起来。在5月9日的备忘录中，普鲁士政府向奥地利提出了一项“联盟法案 ” 。 根据该法案，德意志联邦和奥地利君主制将建立“德意志联盟 ” ， 作为一个不可分割的国际联盟，类似于德意志联邦，但应该拥有更多的权力和行政部门：总部设在雷根斯堡的理事会将由奥地利和联邦分别代表两个成员，而奥地利将被允许担任“商业主席 ” 。 但奥地利拒绝了双重联盟的提案。
在5月17日柏林举行的会议上，除了普鲁士（由约瑟夫·冯·拉多维兹代表）之外，其余四个王国在德意志联邦中都有代表：巴伐利亚王国（由马克西米利安·冯·莱兴费尔德-克费林（Maximilian von Lerchenfeld-Köfering）代表），符腾堡王国（由卡尔·奥古斯特·冯·旺根海姆（Karl August von Wangenheim）代表），汉诺威王国（由约翰·卡尔·贝尔特拉姆·施蒂韦代表）以及萨克森王国（由弗里德里希·费迪南德·冯·贝斯特代表）。德意志南部的巴伐利亚和符腾堡王国明确拒绝加入联盟，但普鲁士在5月26日与萨克森和汉诺威签署了协议，形成普萨汉三王同盟。但萨克森和汉诺威在同时宣布，只有在所有德意志邦国（除了奥地利）都这样做时，他们才会加入后来的宪法。
例如，图林根诸小国起初仍然感到自己对法兰克福帝国宪法的承诺。在普鲁士国王最终辞职后，自由党和民主党之间的分歧变得明显，帝国宪法运动的动乱使政府和自由党对联盟政策更加敏感。然而，也有怀疑的声音，一方面因为普鲁士显然想扩大其权力，另一方面因为如果政府突然放弃帝国宪法，图林根地区也可能爆发起义。:250-252
但慢慢地抵抗被克服了。首先，魏玛国议会以20票对13票通过加入。1849年7月21日，萨克森-科堡-哥达公爵恩斯特二世加入。他为此不得不解散反对的议会。他认为只有普鲁士领导的国家才能满足德国在安全、内政和经济政策方面的需要。:250-252,254-256

### 埃尔福特联合宪法
1849年5月28日出版的宪法草案大部分是法兰克福宪法的文字副本，两者间隔只有两个月。基本权利目录已经缩短，部分受到法律保留的限制，各邦国应该保持更加独立。首先，作为皇帝的普鲁士国王，他的头衔现在是帝国领导人，后来是联盟领导人，他不得不与其他王公分享对立法程序的参与。普鲁士拥有六分之一选票的王室将行使立法权。而不是像法兰克福宪法那样可以推迟否决，法院甚至可以拥有绝对否决权，因此它可以完全阻止法律。
与宪法草案同时，出台了埃尔福特选举法。虽然法兰克福选举法仍然规定了普遍、平等和直接的选举，但现在实行了比普鲁士更严格的三级选举权。此外，还公布了设在埃尔福特的仲裁法庭的条款。6月11日的备忘录对宪法草案进行了正式解释。
1850年2月26日，通过了宪法草案的补充法案。这些变化反映了最新的事态发展。国（Reich）被重新命名为联盟（Union），并由于巴伐利亚和其他邦国没有参与，因此对议会的席位数量进行了调整。

## 短暂存在

### 成员
1849年12月，位于德国南部的两个霍亨索伦省加入普鲁士，使得德国共有36个邦国。其中8个邦国从未加入埃尔福特联盟，包括奥地利，巴伐利亚（1849年5月27日明确拒绝加入），符腾堡（9月宣布放弃），石勒苏益格和荷尔施泰因，卢森堡-林堡，列支敦士登，黑森-洪堡和法兰克福。到10月20日，汉诺威和萨克森事实上分离，因为议会选举反对他们在理事会中的投票。1849年底，联盟的成员包括：普鲁士（包括霍亨索伦），库尔黑森，巴登，黑森-达姆施塔特，两梅克伦堡，奥尔登堡，拿骚，不伦瑞克，萨克森-魏玛，萨克森-阿尔滕堡，萨克森-科堡-哥达，萨克森-迈宁根，安哈尔特-德绍，安哈尔特-科滕，安哈尔特-贝恩堡，两施瓦茨堡，两利珀，两罗伊斯，瓦尔德克，汉堡，不来梅和吕贝克。:890-891
汉诺威直到1850年2月21日才加入联盟，萨克森王国5月25日加入，到当年的6月12日，联盟共有22个成员国。库尔黑森，黑森-达姆施塔特，梅克伦堡-斯特雷利茨和绍姆堡-利珀缺席。1850年8月初，巴登决定至迟在10月15日推出，临时状态结束。 :40-41

### 普奥之间的争执
根据联盟条约的规定，成立了一个“管理委员会”，由各国代表组成。主要任务是筹备选举。10月，他提出了召开国会（联盟议会）的建议，该议会应在埃尔福特举行。然而，直到11月17日才在理事会选举达成一致。在11月，普鲁士不得不对其他国家的代表施加一些压力。汉诺威和萨克森通过选举方式作为对加入联盟的保留。:9-52
1849年3月，奥地利公布了大奥地利计划，其全部领土应加入德意志联邦。一个国民议会拒绝了奥地利，因此，他的利益首先是恢复联邦。1849年9月30日，奥地利和普鲁士在另一个相关问题上达成妥协：在5月国民议会结束后，临时中央政权仍然存在。普鲁士想要保护自己的权力，例如联邦要塞和国民议会舰队，但奥地利的帝国总督约翰大公坚持他的职位。根据9月30日的协议，奥地利-普鲁士联邦中央委员会接管了这项任务。
这不符合拉多维兹的意思，因为普鲁士因此承认了德意志联邦的存在。然而，他的国王认为联邦是未来国家的屋顶，他赞成。这项协议有助于结束革命。此外，普鲁士获得了对宪法草案进行保守修订的时间（联邦中央委员会最迟将于1850年5月1日举行会议）。在管理委员会中，汉诺威等中等国家赞成这样做，因为这样可以进一步澄清联盟与奥地利之间的关系，而小国则更倾向于认为民族国家是危险的。 :25-26
深受奥地利影响的巴伐利亚、萨克森、汉诺威和符腾堡王国在1850年2月27日缔结了四王联盟。德意志联邦应该在改革之后重新建立，包括奥地利所有地区。这超出了大奥地利计划。然而，应该有一个联邦政府（七人理事会）和一个议会，其成员应该由诸邦国议会任命。:893-894根据贡特尔·马伊的说法，这个奥地利-南德计划为“不稳定的联盟国家提供了一个强大的接收站 ” 。 出于战术原因，奥地利总理施瓦岑贝格王子接受了间接选举产生的人民代表团。:28
汉诺威在1850年2月21日正式推出埃尔福特联盟，行政委员会于4日举行会议。3月向联邦仲裁法院提起诉讼。最后，汉诺威和萨克森与普鲁士签订了条约。然而，联盟是否能够强迫一个国家效忠是值得怀疑的。:892联盟理事会在1850年5月24日正式采纳，并恢复会议开始建设临时公爵学院。 理事会成员于6月12日一起抵达。:41

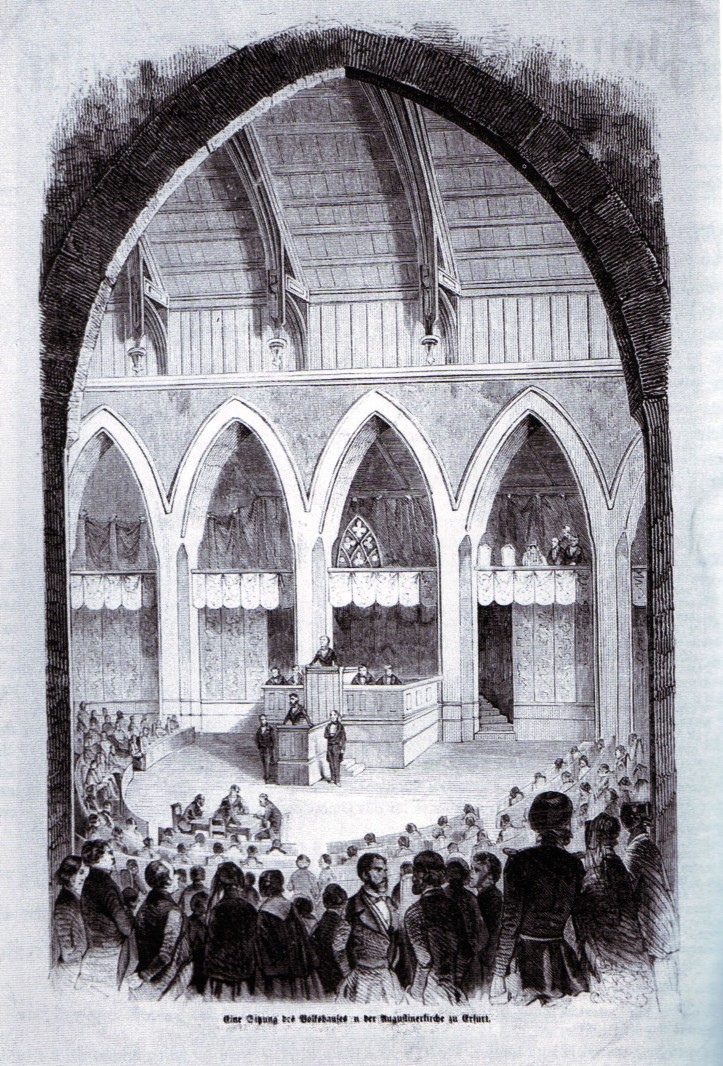
埃尔福特联盟议会，在圣奥古斯丁修道院举行会议

### 1850年3月-4月的联盟议会
1849年6月底，法兰克福国民议会的右翼自由派在哥达举行会议，讨论三国联盟的宪法草案。在这个“哥达后议会”中，他们放弃了他们的担忧，以免阻碍一个国家。 选举法中的三级选举权甚至违背了他们的想法，部分原因是它偏爱富人。
相反，民主派强烈拒绝了该草案，并对法兰克福的自由派保证不偏离法兰克福宪法感到愤怒。他们还抵制了1849年底/1850年初的埃尔福特联盟议会选举。因此，投票率非常低。由于抵制和左翼候选人的胜利机会较低，大多数候选人都是自由派，保守派也是如此。
众议院（下议院，第二院）从1849年11月到1850年1月由选举人选举产生。众议院议员在1849年8月至1850年3月由各邦国任命。一半的议员任命各自的邦国政府，另一半任命各自的邦国议会。如果有必要，例如当一个成员辞去任期时，可以进行连任。
1850年3月20日，在议会开幕式上，拉多维兹提出了宪法文件。议会中的自由多数派希望通过整个草案，以便联邦立即制定宪法并最终建立。保守派，包括普鲁士国王也想让这个草案更加保守。一些右派，甚至是大德意志主义者，都设法完全阻止联邦国家。
自由派坚持下去了。除了宪法之外，议会还通过了自由派提出的修正案，让政府选择是否批准修正案。这是在议会的最后一次会议上，在1850年4月29日被推迟。整个议会只工作了将近六个星期。

### 联盟的终结
拉多维兹不得不违背自己的意愿，在联盟议会中要求保守派修改宪法。议会一致通过了宪法草案，这让他感到高兴。然而，高度保守派的抵抗仍然存在，奥地利希望恢复联邦议会，俄罗斯表示同情奥地利。与普鲁士内政部长奥托·特奥多尔·冯·曼陀菲尔的十字党也对联盟计划持怀疑态度。拉多维兹的地位完全取决于有影响力的普鲁士国王。在1850年春天，他在政治上或多或少地孤立。:74
国王腓特烈·威廉四世邀请联邦各国代表前往柏林讨论宪法的通过。在1950年5月8日的会议上，共有26名议员，但只有12人无保留地通过了宪法。联盟几乎无法存续下去。虽然决定联盟还能维持两个月，但本质上的流程已经结束。各方的兴趣迅速下降，不管是不安的国王，普鲁士的权力机构，还是失望的自由派。:75-77
在1850年的夏天和秋天，奥地利可以带走越来越多的国家。9月2日，联邦议会重新召开会议。普奥的冲突随着德意志联邦军队帮助被压迫的黑森选侯国而升级，普鲁士军队则负责保护黑森选侯国的军事道路，这些道路连接了普鲁士东部和西部。拉多维兹的时间似乎已经到了，他甚至在普鲁士内阁担任外交部长六个星期。 :77-78
然而，11月即将爆发的战争被避免了。相反，奥地利和普鲁士再次同意在1850年11月29日的奥尔米茨条约中合作。德意志联邦应该完全重建，普鲁士不得不最终放弃其联邦政策。

## 评价
历史学家汉斯-乌尔里希·韦勒（Hans-Ulrich Wehler）认为，联邦政策旨在建立一个联邦国家，而不必对奥地利发动霸权战争——“圈子的正方形”。1849年春天的“战略窗口”中的这一“大胆的政治罢工”，贡特尔·马伊也认为，需要时间和力量，也就是普鲁士国王的掩护。:18约尔格-德特勒夫·屈内补充说，哥达自由派也受到了损害，他们愿意妥协，但又一次错误地评估了普鲁士的政策。 
根据大卫·巴克利（David E. Barclay）的说法，这位充满矛盾的普鲁士国王渴望和解他那个时代的矛盾：反革命的消极斗争可能伴随着德国统一的积极步骤，普鲁士可以将其权力扩展到中等国家，而奥地利可以保证在中欧的领导地位。因此，拉多维兹的计划在腓特烈·威廉（Friedrich Wilhelm）那里受到了欢迎，至少有一段时间，而且在某种程度上，这个计划似乎可以成功。然而，“鉴于普鲁士国家的现实和腓特烈·威廉（Friedrich Wilhelm）统治风格的混乱，联盟计划从未如此成功。然而，回顾过去，巴克利认为，联盟计划比后来的帝国成立更多地揭示了当时的现实，因此也应该“为自己研究”，“而不仅仅是作为1871年的前奏”。:78-80

## 外部連結
- Erfurter Union, J. Chastain, Ohio University, 2004
- Germans, Germany and Unification before Bismarck, Dr. Bruce Waller, University of Wales, 1998 （页面存档备份，存于）
- Map showing Europe and the Erfurt Union at omniatlas.com （页面存档备份，存于）